# Mørupstenen
Mørupstenen ligger umiddelbart uden for Herning i retning mod Snejbjerg. Stenen er af bjergarten larvikit, og er en af Danmarks største vandreblokke (Jyllands største) fra forrige istid, med en anslået vægt på mellem 400 og 500 tons.